# Baeocera reducta
Cet article concerne le taxon décrit par Löbl, 1980. Pour l'homonyme junior de Löbl, 1992, voir Baeocera reductula.
Espèce
Baeocera reducta est une espèce de coléoptères de la famille des Staphylinidae et de la sous-famille des Scaphidiinae.

## Répartition et habitat
Cette espèce est décrite des Fidji.